# Estación de Valladolid-Campo Grande
Estación de Valladolid-Campo Grande vasútállomás Spanyolországban, Valladolid településen. Része a spanyol nagysebességű vasúthálózatnak.

## Vasútvonalak
Az állomást az alábbi vasútvonalak érintik:
- Madrid–Valladolid nagysebességű vasútvonal
- Madrid-Hendaya-vasútvonal
- Valladolid-Ariza-vasútvonal

## Kapcsolódó állomások
A vasútállomáshoz az alábbi állomások vannak a legközelebb:
- Estación de Segovia-Guiomar
- Estación de Medina del Campo
- Estación de Valladolid-Universidad